# Hayden Foxe
Hayden Vernon Foxe (23 de junio de 1977) es un exfutbolista australiano, se desempeñaba como defensa y su último equipo fue el Sydney FC de la A-League australiana.

## Clubes
| Club                | País       | Años        |
| ------------------- | ---------- | ----------- |
| Arminia Bielefeld   | Alemania   | 1997 - 1998 |
| Sanfrecce Hiroshima | Japón      | 1998 - 2000 |
| KV Mechelen         | Bélgica    | 2000 - 2001 |
| West Ham United     | Inglaterra | 2001 - 2002 |
| Portsmouth FC       | Inglaterra | 2002 - 2005 |
| Leeds United FC     | Inglaterra | 2006 - 2007 |
| Perth Glory         | Australia  | 2007 - 2009 |
| Sydney FC           | Australia  | 2010 - 2011 |